# إدوارد بنسون
إدوارد بنسون (بالإنجليزية: Edward Benson)‏ (20 نوفمبر 1907 في المملكة المتحدة - 11 سبتمبر 1967 في جنوب أفريقيا) هو لاعب كريكت بريطاني. لعب مع نادي مقاطعة غلوستر للكريكت ‏ ونادي الكريكت في جامعة أكسفورد ‏.

## وصلات خارجية
- إدوارد بنسون على موقع إي آس بي آن كريك إنفو (الإنجليزية)